# فاهل (بازیکن فوتبال)
فاهل (به پرتغالی: Leandro Fahel Matos) هافبک اهل برزیل است که در شهر Teófilo Otoni و در تاریخ ۱۵ اوت ۱۹۸۱ به دنیا آمده‌است.
فاهل در تیم‌های فوتبال América (MG) سابقهٔ حضور دارد.